# ماری نولان
ماری نولان (انگلیسی: Mary Nolan؛ ۱۸ دسامبر ۱۹۰۲ – ۳۱ اکتبر ۱۹۴۸) یک هنرپیشه اهل ایالات متحده آمریکا بود.